# Stol af opskummet polymer
Stol af opskummet polymer, også kendt som Polyetherstolen og med det engelske navn Portrait of My Mother's Chesterfield, er en lænestol skabt af kunstneren Gunnar Aagaard Andersen i 1964 af flere bløde lag af polymerskum, som kunstnerisk opgør med konservative møbler yndet af det forstokkede borgerskab. Stolen er lavet udelukkende af flere lag af flydende polymerskum, der har stivnet, så stolen ligner en slags blød kage i forfald eller et smeltet møbel, som Salvador Dali kunne have malet. Polyetherstolen er kommet i dansk Kulturkanon i 2006.
For rebelske kunstnere i det 20. århundrede begyndte en sofa, som var centrum af de borgerlige hjem, at symbolisere det velhavende, konservative borgerskab og dårlig smag, især dårlig smag i kunst og kultur. Heraf navnet "sofastykke", som er et nedværdigende begreb for uinspirerende og konservativt maleri, ukritisk indkøbt af middelklassen til at hænge som pynt over sofaen, ikke for kunstens skyld, men udelukkende som en form for møbel eller hjemudstyr. På britisk engelsk hedder en sofa en "chesterfield", og det britiske borgerskab var ikke bare konservativt, men også stift opdelt i samfundsklasser - heraf kom det engelske navn for Gunnars værk, Portrait of My Mother's Chesterfield. 

Det forfaldne udseende af Polyetherstolen symboliserer derved også forfaldet af borgerskabets dyder i 1960'erne.
Stolen var også en teknisk udfordring for Gunnar Aagard, da han ville skabe den ud af en eneste slags materiale. Han designede værket, da han besøgte skumgummi-virksomheden Dansk Polyether-Industri i årene 1964-1965, hvor han skabte i alt 10 stole og 2 sofaer af polyetherskum.
En af Polyetherstolene er udstillet i MoMA i New York City, og en anden stol er udstillet i Designmuseet i København.